# Římskokatolická farnost Brozany nad Ohří
Římskokatolická farnost Brozany nad Ohří (latinsky Brozana) je církevní správní jednotka sdružující římské katolíky na území městyse Brozany nad Ohří a v jeho okolí. Organizačně spadá do litoměřického vikariátu, který je jedním z 10 vikariátů litoměřické diecéze. Centrem farnosti je kostel sv. Gotharda v Brozanech.

## Historie farnosti
V místě byla kolem roku 1100 založena plebánie. Rok obnovení farnosti není znám. Matriky však byly vedeny od roku 1664.

### Duchovní správcové vedoucí farnost
Začátek působnosti jmenovaného v duchovní správě farnosti od roku:
- 16. 5. 1659 Alois Foltýn
- 10. 6. 1664 Georg. Popelka
- 22. 4. 1670 Georg. Turinský
- 9. 7. 1675 Thom. Jos. Ign. Novák
- 17. 5. 1681 Ioann. Libochleb
- 2. 10. 1693 Elias Kovaříkovský
- 23. 12. 1723 Wenc. Anton. Gyrek
- 26. 11. 1733 Anton Myčka
- 3. 2. 1738 Ioann. Fern. Buchar
- 19. 7. 1766 Bernard. Neubauer
- 16. 7. 1772 Josef Vladyka
- 16. 9. 1773 Ignat. Kopka
- 1799 Josef Sommer
- 1817 par. vacat, cap. Jos. Fetterle
- 1817 Joan. Marianka, n. 14. 5. 1768 Praha, o. 4. 7. 1791, † 15. 10. 1820
- 1822 Josef Roessler, n. 24. 4. 1783 Jiříkov, o. 16. 4. 1806, † 13. 12. 1859
- 1861 Emman. Urban, n. 12. 5. 1800 Praha, o. 26. 12. 1823, † 5. 2. 1875
- 1875 Franc. Stolz, n. 23. 11. 1831 Mšeno, o. 25. 7. 1857, † 8. 10. 1915
- 1915 par. vacat, adm. interc. Josef Pařík, n. 1. 7. 1885, o. 16. 7. 1911
- 1916 Josef Rydal, n. 25. 8. 1860 Zlatá Olešnice, o. 17. 5. 1885, † 29. 3. 1926
- 1927 Antonín Výtvar, n. 15. 10. 1881 Reichenberg, o. 15. 7. 1906, † 22. 12. 1953
- 1. 4. 1937 Josef Honzík, n. 2. 9. 1874 Radobyčice, o. 17. 7. 1898
- 1. 8. 1956 Jeroným Wenzel
- 17. 8. 1959 Václav Černý a Ladislav Cikryt, v. duch.
- 1. 4. 1979 Vratislav Hartman, admin.
- 1. 7. 1985 Václav Horniak
- 1. 6. 1986 Vladimír Jedlička
- 1. 4. 1990 Oldřich Kolář
- 1. 7. 1993 Ladislav Kubíček
- 2002 – 2004 Bernard Petr Slaboch, O.Praem., n. 20. 3. 1971 Praha, o. 29. 6. 2000, † 7. 1. 2020, admin. exc.  z Doksan
- 1. 9. 2008 Pavel Adrián Zemek, O.Praem., admin. exc. z Doksan
- 1. 7. 2020 Jindřich Zdík Miroslav Jordánek, O.Praem., admin. exc. z Doksan
- 2. 7. 2020 Wolfgang Karel Horák, O.Praem., admin. exc. z Doksan[3]

Kromě kněží stojících v čele farnosti, působili ve farnosti v průběhu její historie i jiní kněží. Většinou pracovali jako farní vikáři, kaplani, katecheté, výpomocní duchovní aj.

#### Galerie duchovních

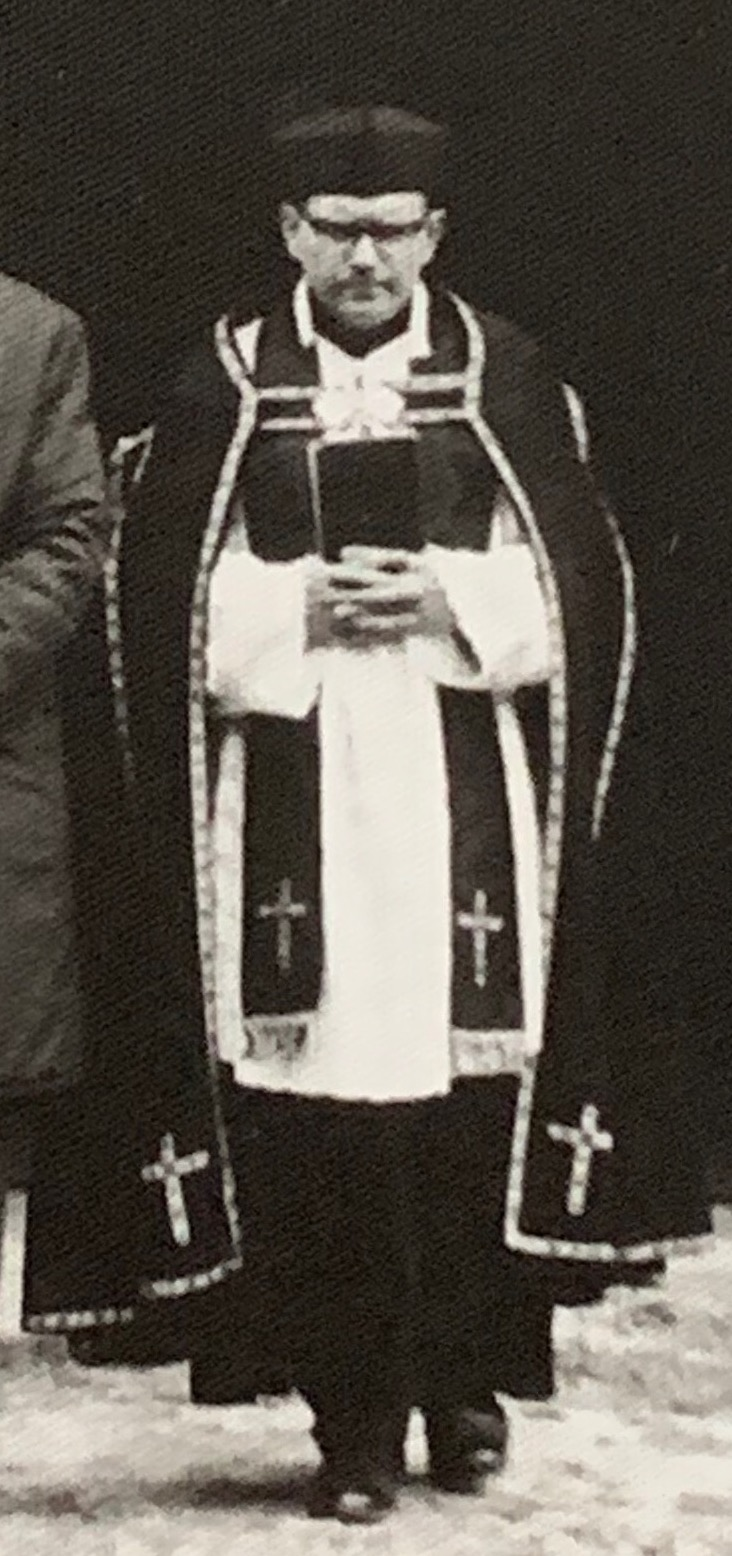
Václav Černý
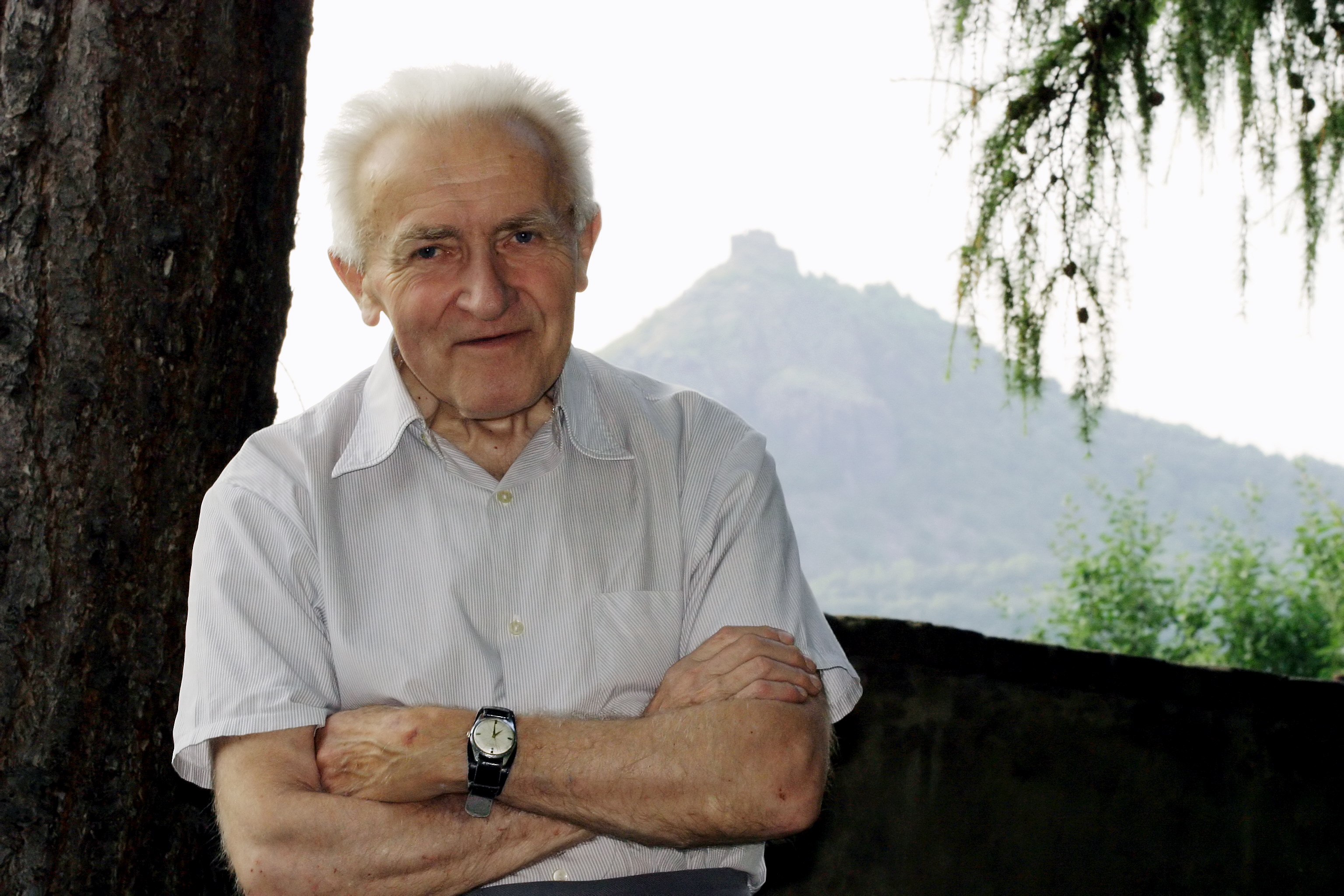
Ladislav Kubíček
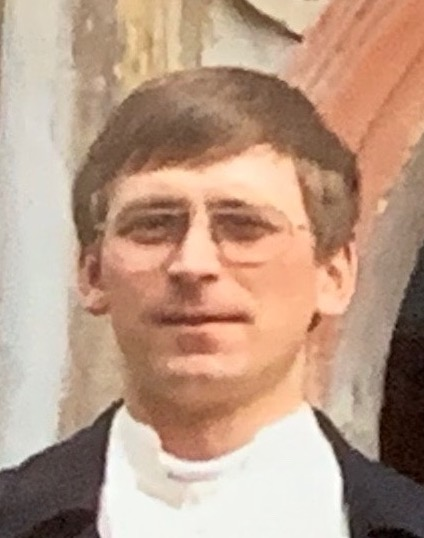
Bernard Slaboch
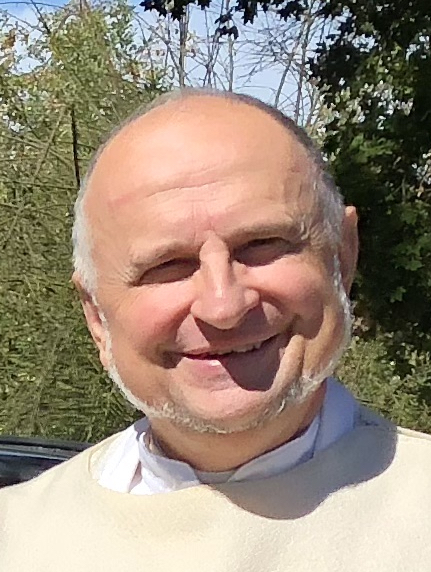
Adrián Zemek

## Území farnosti
Do farnosti náleží území těchto obcí:
- Brozany nad Ohří (Brotzan[p 2])
- Hostěnice u Brozan (Hostenitz[p 2])
- Rochov (Rochow[p 2])

## Římskokatolické sakrální stavby na území farnosti
| | Fotografie | Stavba              | Místo                 | Bohoslužby                      | Zeměpisné souřadnice            | Status         | Číslo kulturní památky           |
| Kostel | Kostel     | Kostel              | Kostel                | Kostel                          | Kostel                          | Kostel         | Kostel                           |
| --- | ---------- | ------------------- | --------------------- | ------------------------------- | ------------------------------- | -------------- | -------------------------------- |
| 1. |            | Kostel sv. Gotharda | Brozany nad Ohří      | bližší informace o bohoslužbách | 50°27′16″ s. š., 14°8′51″ v. d. | farní kostel   | 31032/5-1942 (Pk•MIS•Sez•Obr•WD) |
| Kaple |            |                     |                       |                                 |                                 |                |                                  |
| 2. |            | Kaple               | Rochov                | bohoslužby příležitostně        | 50°27′33″ s. š., 14°7′2″ v. d.  | obecní kaple   | —                                |
| 3. |            | Kaple Panny Marie   | Hostěnice u Brozan    | bohoslužby příležitostně        | 50°26′1″ s. š., 14°8′56″ v. d.  | obecní kaple   | —                                |
| Zaniklé objekty |            |                     |                       |                                 |                                 |                |                                  |
| 4. |            | Kostel sv. Klimenta | Hostěnice u Brozan 46 | nelze sloužit                   | 50°26′19″ s. š., 14°9′27″ v. d. | zaniklý kostel | 41823/5-1948 (Pk•MIS•Sez•Obr•WD) |
| Některé drobné sakrální stavby a pamětihodnosti lze dohledat zde v databázi Drobné sakrální památky Zaniklé sakrální stavby lze dohledat zde v databázi Poškozené a zničené kostely, kaple a synagogy v České republice |            |                     |                       |                                 |                                 |                |                                  |

Ve farnosti se mohou nacházet i další drobné sakrální stavby, místa římskokatolického kultu a pamětihodnosti, které neobsahuje tato tabulka.

## Příslušnost k farnímu obvodu
Z důvodu efektivity duchovní správy byl vytvořen farní obvod (kolatura) farnosti Doksany, jehož součástí je i farnost Brozany nad Ohří, která je tak spravována excurrendo.